# Cidadela de Amã

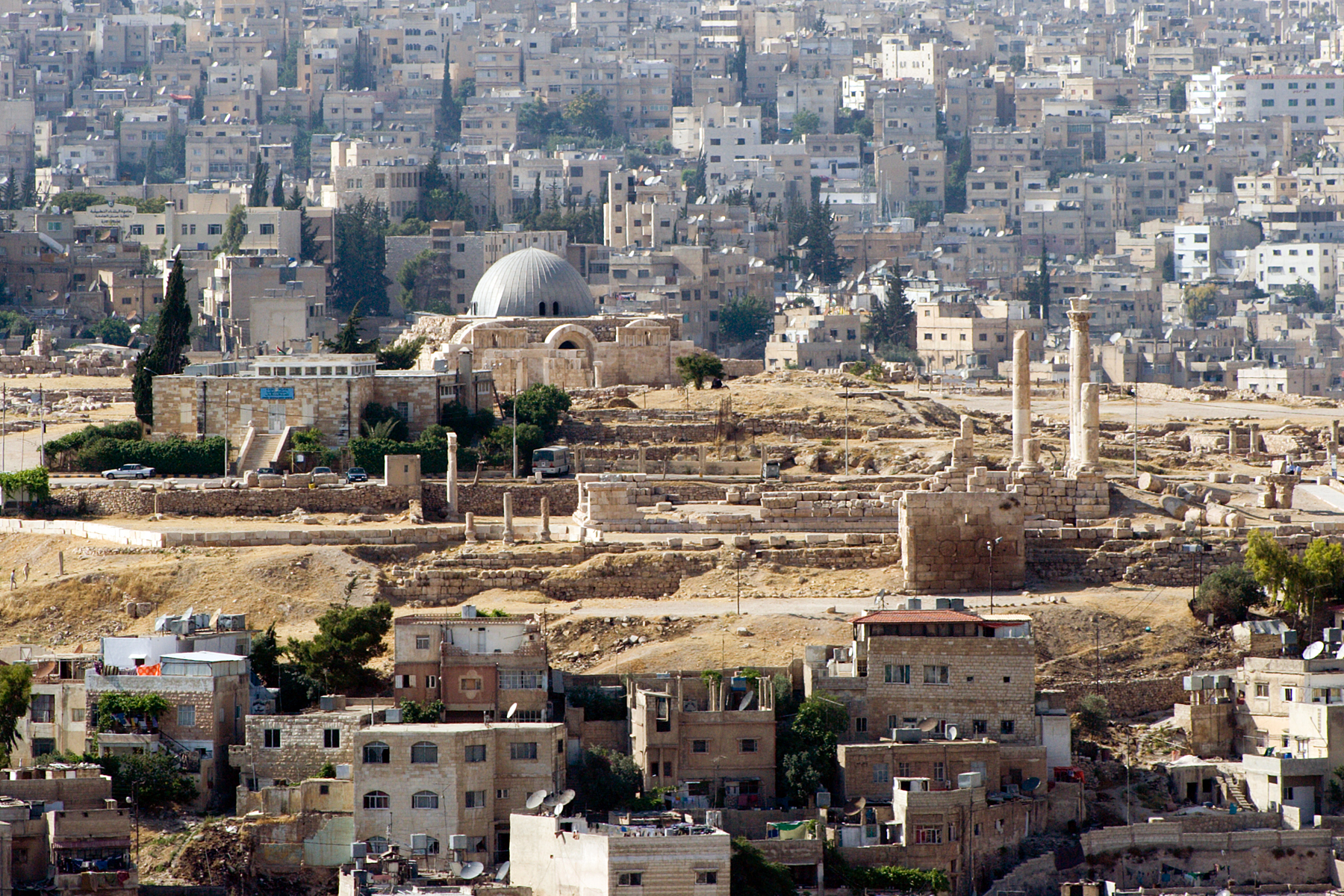
Ruínas da cidadela de Amã

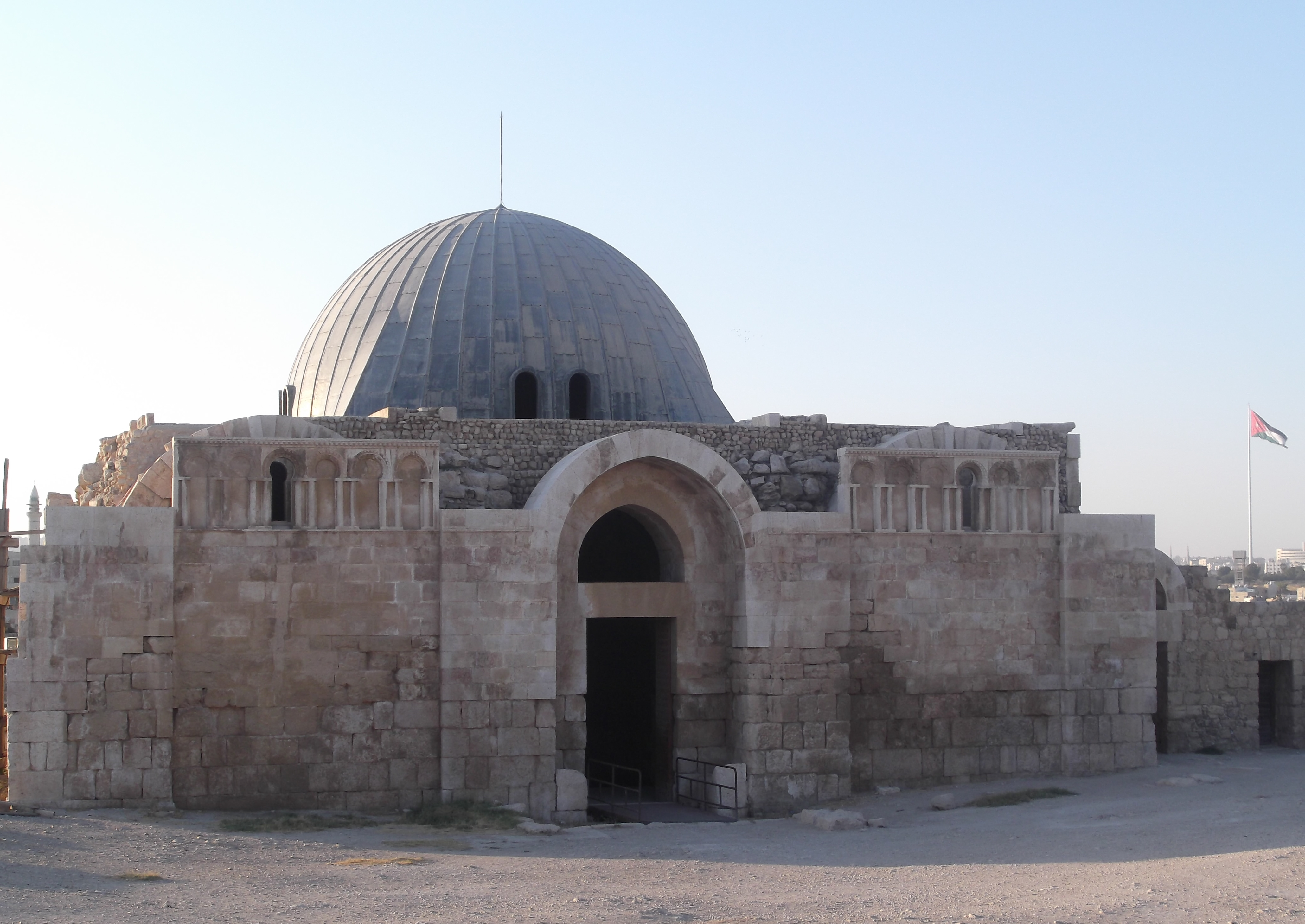
Palácio omíada

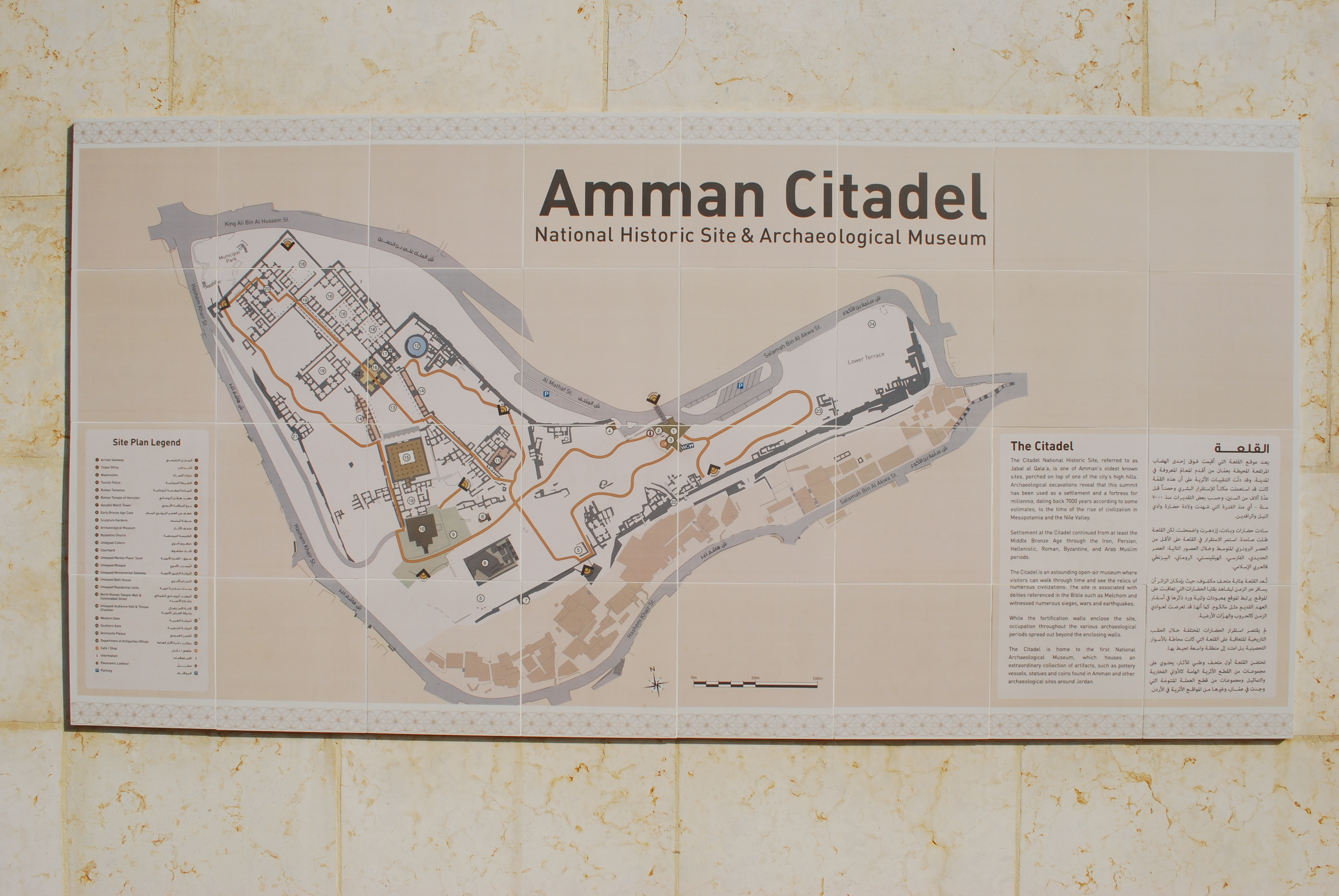
Mapa do local

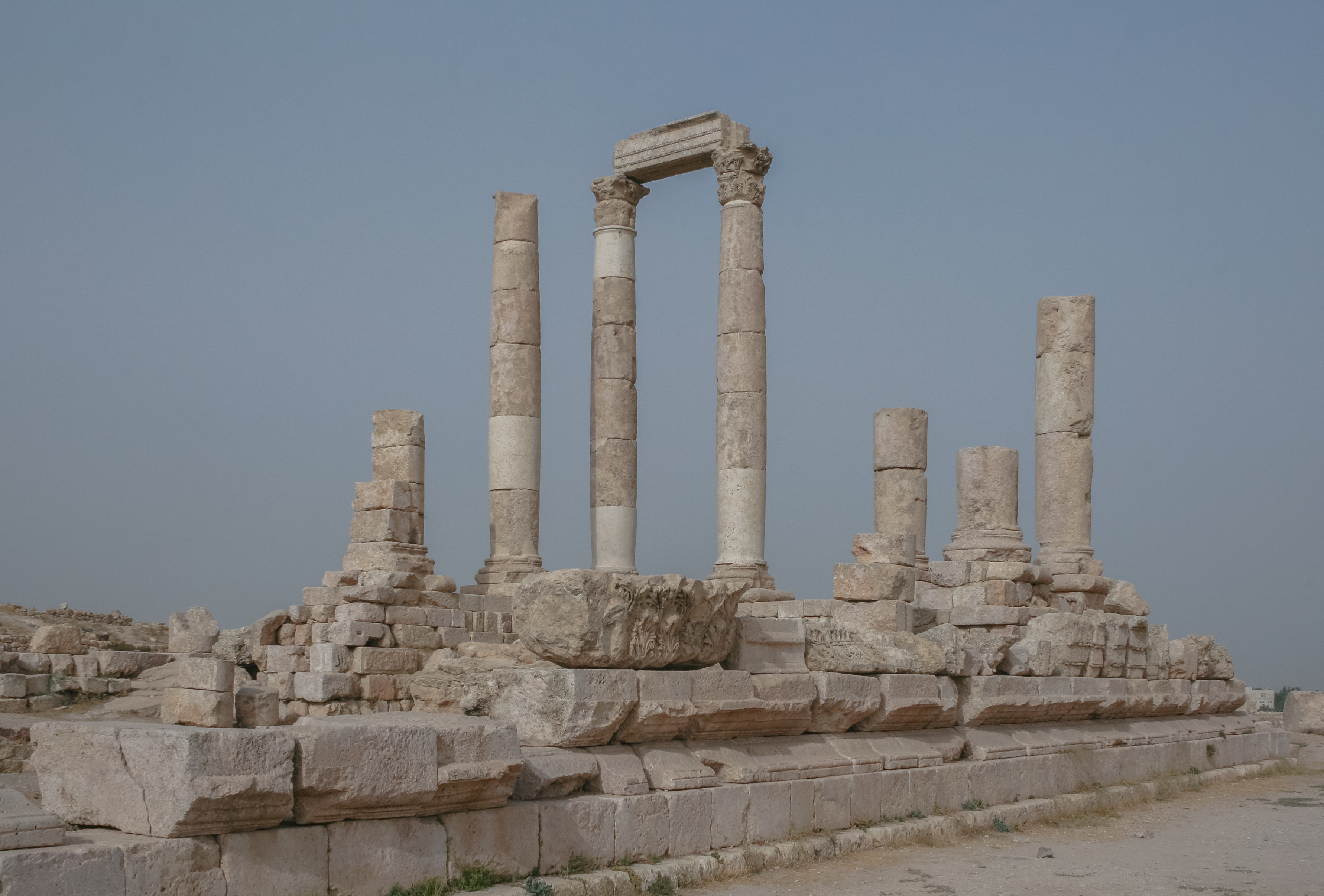
Templo de Hércules

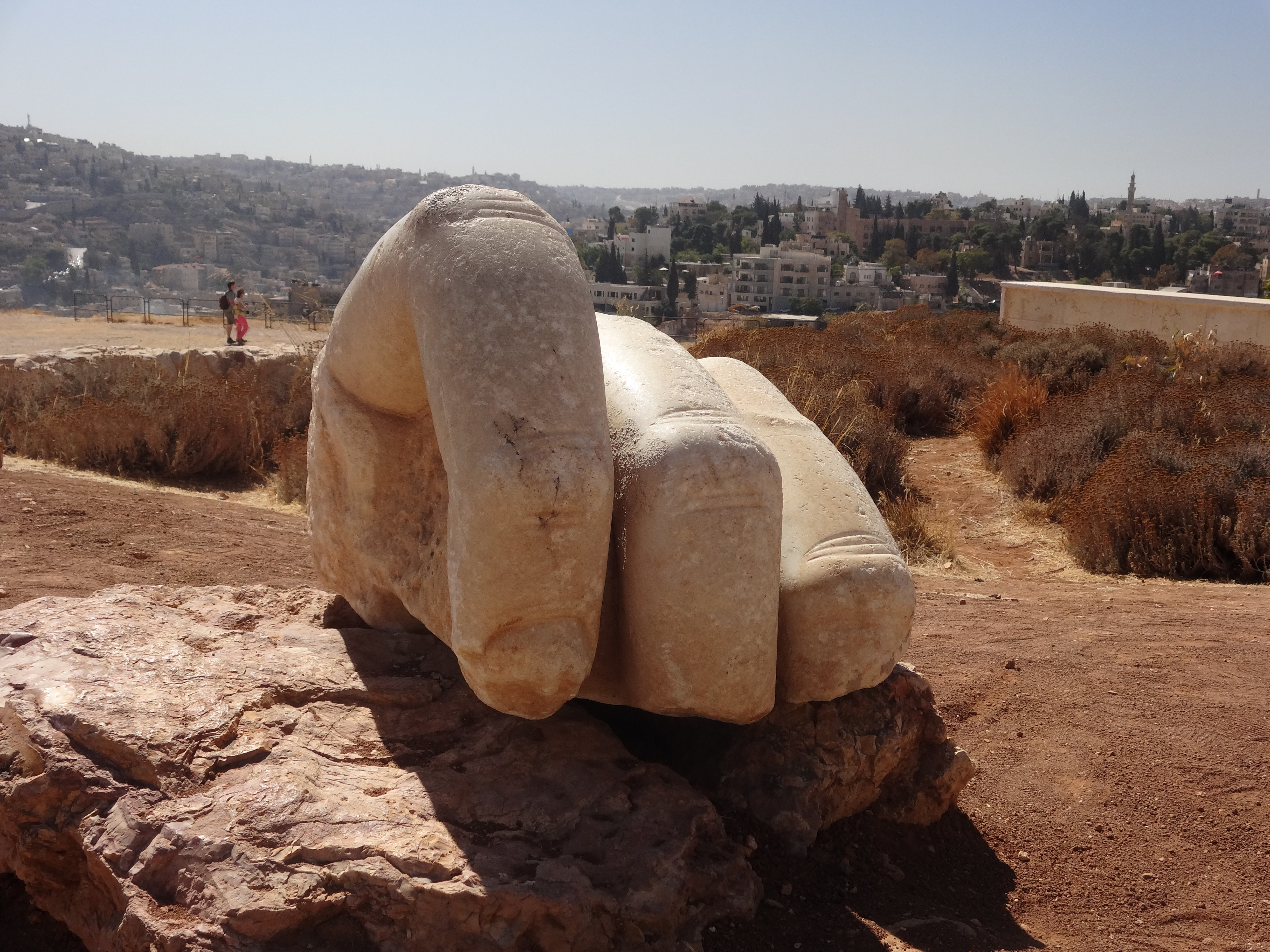
Mão de Hercules

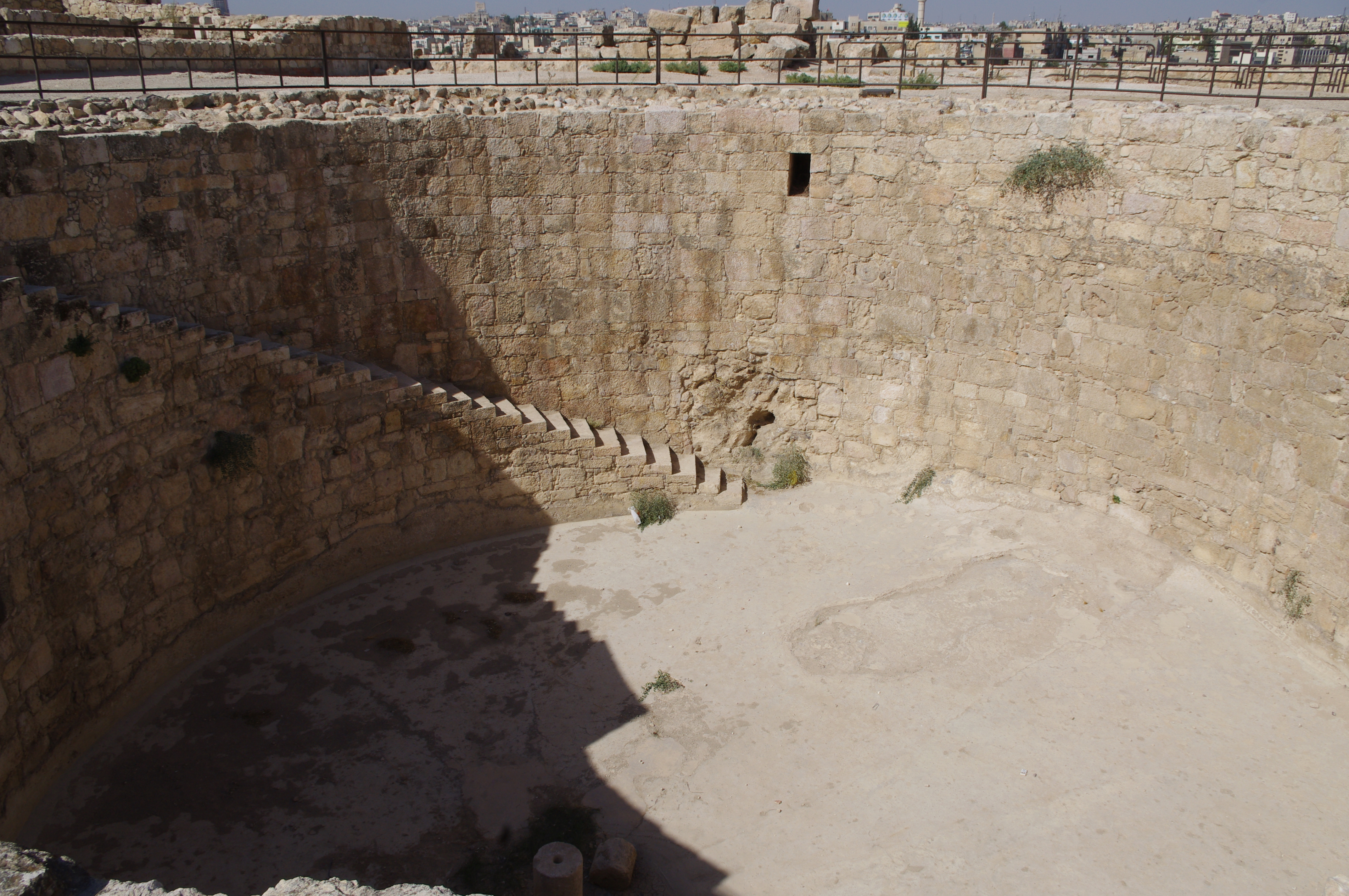
Cisterna de água de omíada

A Cidadela de Amã é um local histórico no meio do centro de Amã, na Jordânia. Conhecido em árabe como Jabal al-Qal'a, a colina em forma de "L" é um dos sete cavaleiros (montanhas) que originalmente constituíam Amã. Evidências de cerâmica, de ocupação desde que o período neolítico, foram encontradas no local. Foi habitada por diferentes povos e culturas até a época dos Omíadas, após o qual veio um período de declínio e durante a maior parte do tempo até 1878, a antiga cidade tornou-se uma pilha abandonada de ruínas apenas usadas pelos fazendeiros beduínos. Apesar desta lacuna, a Cidadela de Amman é considerada um dos mais antigos lugares continuamente habitados do mundo.
A cidadela é considerada um local importante, pois teve uma longa história de ocupação por muitas grandes civilizações. A maioria dos edifícios ainda visíveis no local são dos períodos romano, bizantino e omíada. Os principais edifícios do local são o Templo de Hércules, uma igreja bizantina e o Palácio dos Omíadas.
Embora as paredes da fortificação incluam o coração do local, os antigos períodos de ocupação abrangiam grandes áreas. As estruturas históricas, os túmulos, os arcos, as paredes e as escadas não possuem fronteiras modernas e, portanto, há um potencial arqueológico considerável neste local, bem como nas terras circundantes e em Amã.
Os arqueólogos estão trabalhando no local desde a década de 1920, incluindo projectos italianos, britânicos, franceses, espanhóis e jordanos, mas uma grande parte da cidadela continua por ser descoberta.

## História
As escavações descobriram sinais de ocupação humana desde a Idade do Bronze Médio (1650-1550 a.C.) sob a forma de um túmulo que possuía selos de cerâmica e escaravelhos. Durante a Idade do Ferro, a Cidadela foi chamada Rabbath-Ammon. A inscrição da cidadela de Amã vem desse período, um exemplo de escrita fenícia. Chegou a ser ocupado pelos assírios, babilónios e persas. Quando foi conquistada pelos gregos em 331 a.C., a cidade foi renomeada Filadélfia. Do período helénico, não houve muitas mudanças arquitectónicas, mas a cerâmica fornece evidências de sua ocupação. O local tornou-se romano em torno de 30 a.C. e, finalmente, ficou sob o domínio muçulmano em 661. A Cidadela declinou em importância sob o governo Ayyubid no século 13, mas uma torre de vigia foi adicionada no local durante este período. [14]

## Conteúdo
- Templo de Hércules
- Palácio Omíada
- Cisterna de água omíada
- Igreja bizantina
- Torre de vigia aiúbida

O Templo de Hércules localizado no local data da ocupação romana da Cidadela no século II d.C.
Durante o período omíada (661-750 d.C.), uma estrutura de palácio, conhecida em árabe como al-Qasr, foi construída na Cidadela. O Palácio omíada provavelmente foi usado como um prédio administrativo ou a residência de um funcionário dos omíadas. O palácio baseia-se no estilo bizantino. Por exemplo, o hall de entrada é moldado em um plano cruzado grego. O palácio pode ter sido construído sobre uma estrutura bizantina existente nesta forma. Há um enorme reservatório de água cavado no chão ao lado do palácio, junto com uma igreja bizantina do outro lado.

## Turismo
A partir de 1995-6, o Ministério do Turismo e Antiguidades da Jordânia, em parceria com a USAID, iniciou um projecto para conservar e restaurar este local para benefício dos turistas e a comunidade local. A cidadela de Amã é também o local do Museu Arqueológico da Jordânia, que abriga uma colecção de artefactos da Cidadela e outros locais históricos da Jordânia.